# Lamas de Mouro
Lamas de Mouro is een plaats (freguesia) in de Portugese gemeente Melgaço en telt 148 inwoners (2001).

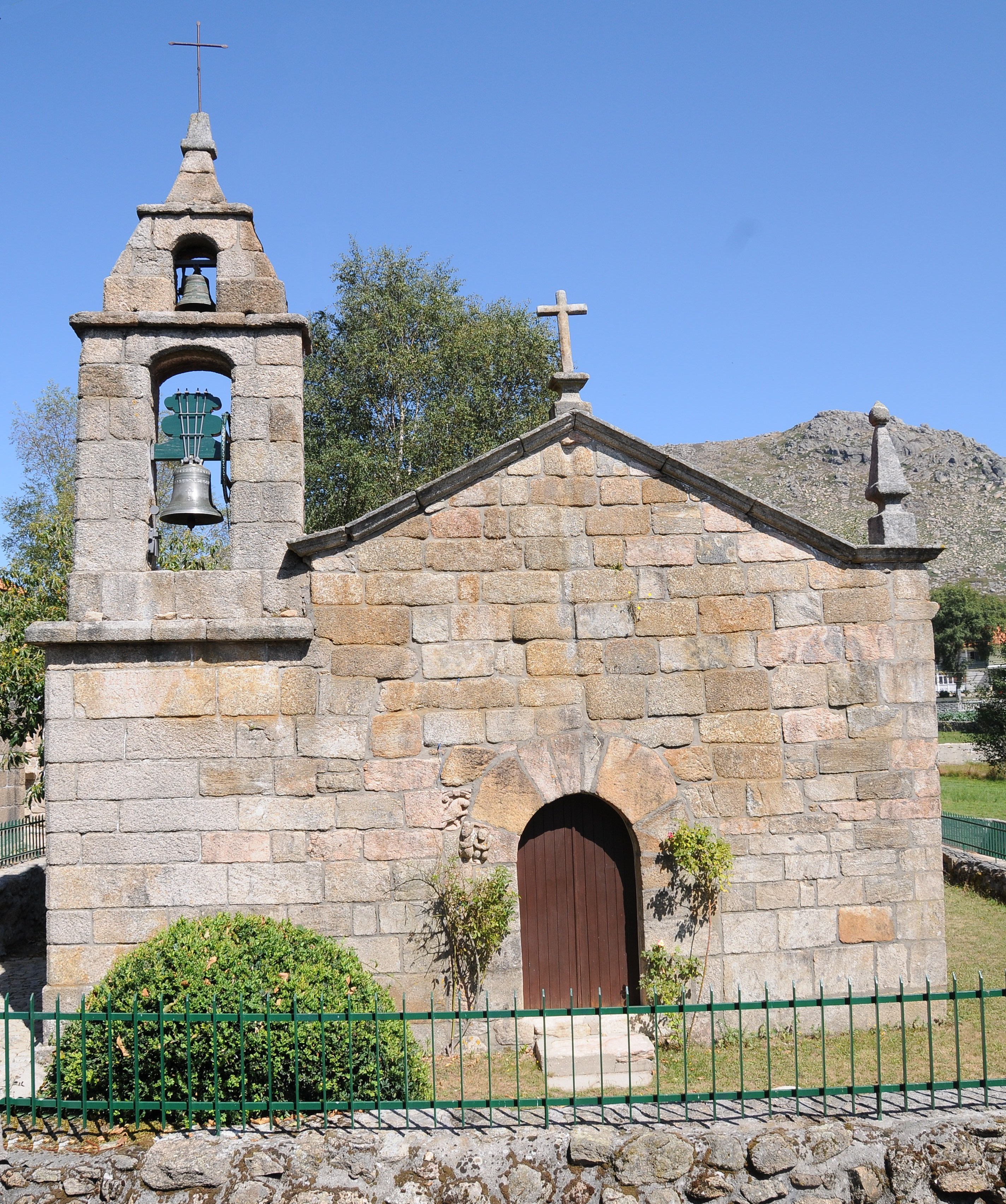